# Anthony J. Bowen
Anthony J. Bowen (* vor 1986) ist ein britischer Gräzist.
Bowen ist Emeritus Fellow in Classics am Jesus College Cambridge und war im Anschluss an James Diggle von 1993 bis 2007 University Orator der University of Cambridge, dem das Verfassen etwa von Ehrenpromotionsurkunden und anderen offiziellen Texten in lateinischer Sprache obliegt. Den M.A. und den Ph.D. hatte er in Cambridge erworben.
Bowen arbeitet zur griechischen Tragödie, insbesondere zu Aischylos. Er hat darüber hinaus Plutarchs Schrift Über die Bosheit des Herodot und Xenophons Symposion herausgegeben und kommentiert sowie die Institutiones divinae des Laktanz mit Peter Garnsey übersetzt.

## Schriften (Auswahl)
- Aeschylus, Choephori. Ed. by Anthony Bowen. Bristol classical press, Bristol 1986.
- Plutarch, The malice of Herodotus (De malignitate Herodoti). Transl. with an introduction and commentary by Anthony Bowen. Aris & Phillips Ltd., Warminster 1992.
- Xenophon, Symposium. With an introduction, translation and commentary by Anthony Bowen. (Aris and Phillips Classical Texts) Aris & Phillips, Liverpool University Press, Liverpool 1998
- Lactantius, Divine Institutes. Translated with an introduction and notes by Anthony Bowen and Peter Garnsey. Liverpool University Press, Liverpool 2004.
- Aeschylus, Suppliant women. Ed. by Anthony Bowen. (Aris & Phillips Classical Texts). Liverpool University Press, Liverpool 2013.